# Hercule Florence
Pour les articles homonymes, voir Florence.
Antoine Hercule Romuald Florence, né le 28 février 1804 à Nice (département des Alpes-Maritimes sous la 1re République) et mort le 27 mars 1879 à Campinas au Brésil, est un explorateur, peintre naturaliste et inventeur d'origine monégasque, établi au Brésil, temporairement français et décédé avec la nationalité italienne, reconnu désormais comme pionnier de la photographie au Brésil.

## Biographie
Fils d'un soldat de l'an II, chirurgien-major du 3e bataillon de volontaires de Haute-Garonne, Arnaud Florence, et d'une monégasque, Augustine Vignalis, il naît à Nice et passe son enfance principalement à Monaco.
Il est le neveu de Jean-Baptiste Vignalis et le petit-fils de Claude Vignalis, deux peintres monégasques, le second ayant été premier peintre de la cour du Prince.
À vingt ans, il s'embarque à Toulon sur la frégate la Marie Thérèse, sous les ordres de l'Amiral du Campe de Rosamel, en mission diplomatique en Amérique du Sud. 
Il débarque à Rio de Janeiro, deux ans après l'indépendance du Brésil. Il travaille dans le magasin d'un marchand de tissus (Pierre Dillon) puis dans une librairie tenue par le Français Pierre Plancher.
Répondant à une annonce du baron von Langsdorff, consul général de Russie au Brésil et naturaliste, qui organise grâce aux subsides du tsar Alexandre Ier, une expédition d'une ampleur encyclopédique dans l'intérieur du Brésil depuis la Province de São Paulo jusqu'à l'embouchure de l'Amazone, Florence est recruté en tant que deuxième dessinateur et responsable de l'organisation. Le baron Langsdorff avait perdu son premier dessinateur Johan Rugendas, qui avait participé à la première partie de l'expédition de 1821 à 1825. Il engagea Aimé-Adrien Taunay et Hercule Florence pour le remplacer. Les accompagnaient également le botaniste allemand Ludwig Riedel et l'astronome russe Nestor Rubzoff, ainsi que plusieurs équipages de marins et de guides locaux. Toutes ces informations se trouvent notamment dans les manuscrits autobiographiques d'Hercule Florence, et sont en grande partie corroborés par le Journal d'expédition du baron de Langsdorff.
Les illustrations de Florence, les documents et les échantillons rapportés par l'expédition qui dura presque trois ans (de 1826 à 1829), dans des conditions épouvantables, seront archivés durant plus d'un siècle à l'Académie impériale de Russie de Saint-Pétersbourg et ne seront redécouverts qu'en 1930.
Il est l'auteur du seul journal de bord complet de l'expédition, les autres membres étant tombés malades. Aimé-Adrien Taunay, premier dessinateur de l'expédition, s'est noyé au cours de l'expédition.
En 1829, Hercule Florence, espérant encore un engagement en Russie (rapidement déçu), reste à Rio de Janeiro, où il suit les leçons de peinture de Félix-Émile Taunay, le frère d'Aimé-Adrien Taunay.
En 1830, il se marie avec Maria Angélica, fille de Francisco Alvares Machado e Vasconcellos, futur gouverneur du Rio Grande do Sul, et s'installe définitivement (à partir de 1831, après une tentative de résidence à São Paulo) à São Carlos, qui deviendra Campinas. Son beau-père lui confie un commerce de tissus qu'il développe ensuite en librairie et en chapellerie.

## 1830-1839: dix ans de recherches et d'inventions
Après son mariage, il entame involontairement une carrière d'inventeur à São Carlos ; il conçoit un système de représentation des chants des animaux (oiseaux, mammifères) (la zoophonie), puis invente une technique d'impression de tissus [références manquantes].
Afin d'imprimer sa Zoophonie, il décide de trouver un moyen aisé de reproduction des textes et des images et invente la polygraphie (appelée d'abord authographie), un système d'impression impliquant une encre solide, une matrice "gravée" dans le vrai sens et un mode d'impression ne nécessitant pas une presse. Il utilise cette méthode à partir de 1831; rapidement, il voit la possibilité d'imprimer toutes les couleurs en même temps: les premières épreuves en couleur connues de la polygraphie sont datées de 1834.
Il met au point une technique de représentation visuelle sur des feuilles de papier percées de minuscules trous afin de créer un peu de reflets et de lumière. Les originaux doivent être placés devant une ouverture exposée à la lumière du soleil, à l’intérieur d’une pièce obscure (il l'appelle « la peinture cisparente »).

Il poursuit ensuite dans une autre voie, à partir de 1833, cherchant un nouveau mode d'impression aisé et nécessitant le moins de matériel possible à partir des images projetées dans une chambre obscure. Il tente des expériences avec du nitrate d'argent dont il a entendu parler et qu'il décrit dans son journal à partir de la date du 15 janvier 1833. De même il ajoutera comment cinq jours plus tard, il y fait le compte-rendu de sa première expérience avec la chambre obscure. Il décrit comment et il a été prouvé entre-temps qu'il a continué ses expériences, par exemple en utilisant des sels d'or, mais abandonnant bientôt ce moyen d'impression qu'il estimait trop onéreux. Notons cependant qu'en 1834, il appelle ce procédé "photographie". Il imagine parallèlement que ce système permettrait aussi de prendre des vues, malheureusement inversées, mais qui pourraient aider les peintres sans devoir faire poser leurs modèles trop longtemps. Il appelle ce procédé "fixation des images dans la chambre obscure".
Une image de plusieurs étiquettes de flacons de pharmacie réputée réalisée par Hercule Florence à Campinas, au Brésil en 1833 portant la mention autographe Épreuve No 2 (photographie) a pu être décrite comme “le plus ancien registre photographique connu dans les Amériques, ayant pour base la sensibilité des sels d’argent à la lumière”, sans convaincre toutefois la communauté scientifique,. Cette épreuve unique est aujourd’hui conservée à l’Institut Moreira Salles (IMS) à São Paulo et faisait partie de la collection de photographie brésilienne du XIXe siècle formée par Pedro Corrêa do Lago et acquise par l’IMS en 2002.
Dans le même temps, en Europe, alors le centre intellectuel et scientifique du monde, étaient inventées le Daguerréotype et l'héliographie, qui deviendront les bases de la photographie. Hercule Florence, de son vivant, ne sera jamais crédité de cette invention.

## Inventions postérieures
Comme mentionné plus haut, Hercule Florence invente, dès 1831, un moyen d'impression qui ne nécessite pas de presse, appelé Polygraphie. Cette invention sera ensuite exploitée, dans la décennie suivante, pour développer un système de papier-inimitable qui, selon lui, éteindrait le délit de fausse monnaie. Il présente son projet notamment à l'Académie des Sciences de Turin en 1842.
Plus tard, il inventera encore un système d'impression par la poussière projetée sur des pochoirs, et qu'il appellera pulvographie. Il invente encore d'autres choses, telles qu'un moyen de créer un effet de relief sur les peintures, qu'il appelle stéréopeinture, mais des amis lui apprennent que cela existe déjà sous le nom de stéréoscope. Il invente encore, pêle-mêle, une méthode pour fabriquer des chapeaux (il tenait un magasin de tissus et de chapeaux), un système de caractères syllabiques pour alléger le travail des imprimeurs, une noria hydrostatique qui n'a sans doute jamais été réalisée. Il invente aussi un moyen d'alléger le travail pénible de la récolte du café, qu'il documente dans l'un de ses carnets de note encore inédits.

## Une vie mouvementée
Hercule Florence, qui était animé d'idées progressistes (bien que catholique fervent, il est très impressionné par les idées de Charles Fourier), critiquait, dans ses nombreux manuscrits restés inédits et dans certaines de ses lettres, le système esclavagiste en vigueur au Brésil. Mais sa belle-famille, les parents de sa femme, possédaient une plantation sur laquelle travaillaient de nombreux esclaves. Or, après le décès de ses beaux-parents et de sa première épouse, Hercule Florence, dut prendre en charge cette plantation pour le compte de ses enfants, héritiers de leur grand-mère, à la mort de celle-ci en 1851. Il devint dès lors gérant d'une plantation et d'un groupe d'esclaves.
Un peu avant, il avait participé à la tentative de révolte libérale de 1842, dans la province de São Paulo. A cette occasion, il avait imprimé le premier journal de la Province O Paulista. Il était depuis plusieurs années animé par un vif élan en faveur des révoltes libérales en Italie, notamment à la suite de sa rencontre avec Libero Badaró, dès 1830, mais aussi avec l'arrivée de nombreux exilés italiens, tels que Giuseppe Garibaldi, à partir de 1835-1836.
Maria Angelica, avant de mourir en 1850, avait eu 13 enfants, dont 8 lui survivaient. Hercule se remaria en 1854 avec Carolina Krug, une émigrante allemande, née à Cassel. Ils eurent encore 7 enfants.
Carolina Krug, esprit libre, francophile et progressiste, était aussi enseignante. Ensemble, ils fondèrent le Colegio Florence, destiné aux jeunes filles de la Province de São Paulo. Il était bien sûr réservé aux familles capables de payer les droits d'inscription, mais c'était le premier collège pour jeune fille de la région.
Impopulaire, selon lui, auprès des autres planteurs, pour ses méthodes peu orthodoxes, et n'étant pas parvenu à se faire connaitre en Europe par ses inventions, Hercule Florence échappa à l'oubli par une voie inattendue : le fils de son ami Félix-Émile Taunay, Alfredo d'Escragnolle Taunay, traduisit en portugais son journal de l'expédition Langsdorff et le fit publier par la Revue de l'Institut Historique du Brésil en 1875. Hercule Florence eut ensuite la dernière joie d'être nommé membre correspondant à l'Académie des sciences à Rio avant de mourir en 1879.